# Bains-douches de Laval
Les bains-douches de Laval sont un monument historique de Laval dans le département de la Mayenne, situé 32-32bis quai Albert-Goupil.

## Histoire
En 1923, seul un foyer lavallois sur cinq possédait une salle d'eau, les deux seuls bains douches lavallois étaient à l'hôpital Saint-Julien de Laval et à la nouvelle prison modèle de la Pacaudière. Dans une démarche hygiéniste, le maire Eugène Jamin lance la création des bains-douches comme à Château-Gontier ; cette initiative est alors soutenue par l'État avec des subventions prises sur les profits des jeux. Son ambition est d'en faire un palais social où pourraient se rencontrer non seulement les classes populaires mais aussi les élites ; les choix artistiques Art nouveau sont un parti-pris de luxe au service de cette idée. 
Le projet est confié à l'architecte lavallois Léon-Henri Guinebretière qui choisit une structure extérieure d'inspiration néo-égyptienne selon la Fondation du patrimoine.
L'inauguration le 27 janvier 1927 est l'occasion d'un discours prononcé par le rapporteur municipal M. Levesque caractéristique de cet esprit hygiéniste. Il y a 8 baignoires, 16 cabines de douches et 1 WC. À l'entrée, un léopard en mosaïque reprend le blason de la ville de Laval. 
Le vitrail réalisé par Auguste Alleaume, placé au-dessus de la caisse centrale, a été soufflé en 1944 lors d'un bombardement. Une reproduction d'après les cartons de l'artiste et ses autres œuvres est réalisée en 2017 par les ateliers angevins Barthe-Bordereau. Les ferronneries sont de la serrurerie Bourny. Le mosaïste Isidore Odorico fils réalise la décoration de style art déco avec des motifs géométriques bleus, jaunes et verts, l'ensemble de la décoration est sur le thème de la goutte d'eau, bleu et or.
Les bains-douches sont fermés en novembre 2003. 
Un projet de rénovation démarre en 2014. Cette grande rénovation de 2014 à 2017 effectuée par la municipalité avec le soutien de la Fondation du patrimoine et le club des mécènes du patrimoine de la Mayenne permet la réouverture au public à l'occasion des Journées du patrimoine en 2017.

## Protections
Le bâtiment obtient le label « Patrimoine du XXe siècle » en 2010. Les bains-douches sont inscrits aux Monuments historiques depuis le 9 octobre 2014,

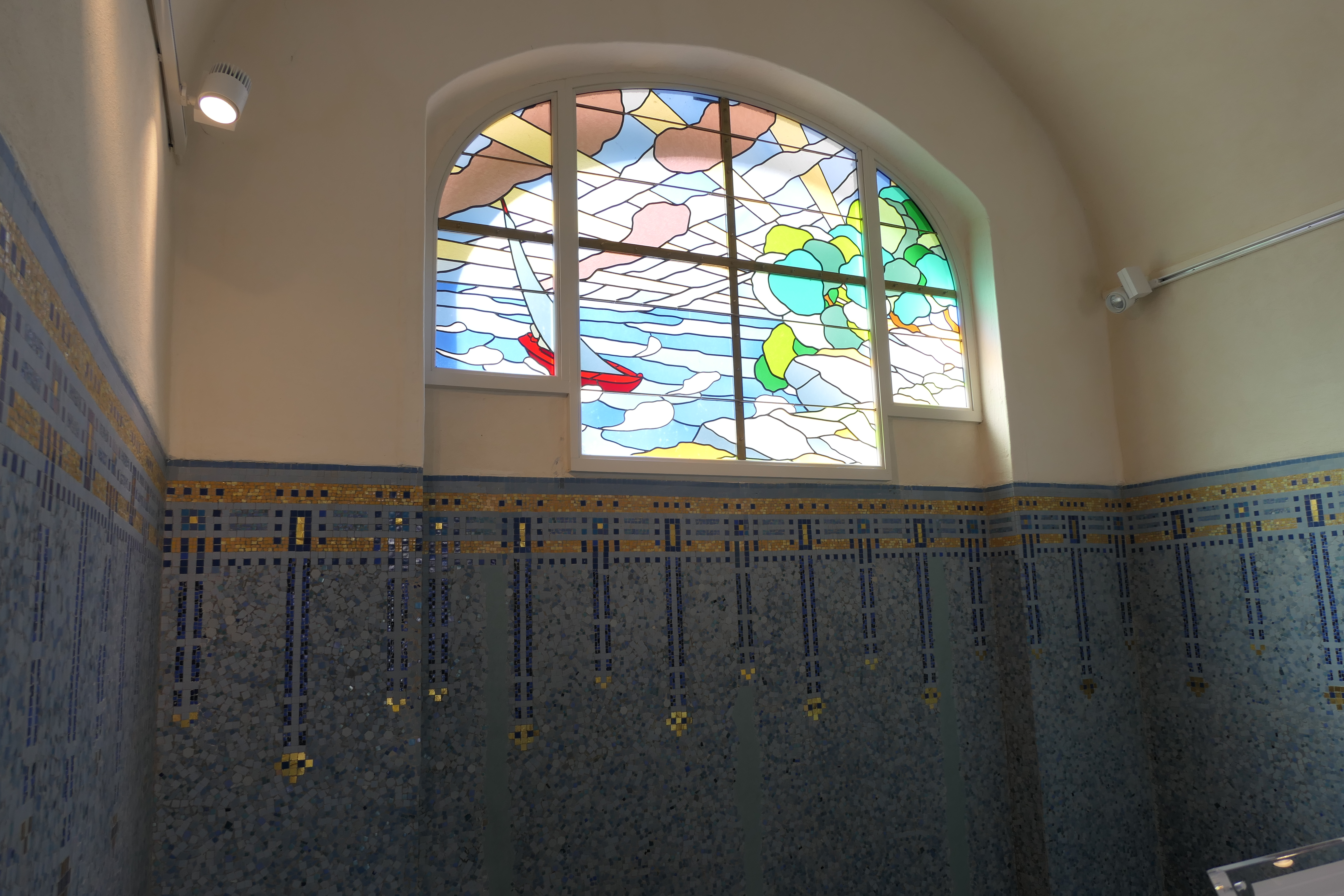
L'entrée des bains-douches, vitrail d'Alleaume et mosaïques d'Odorico
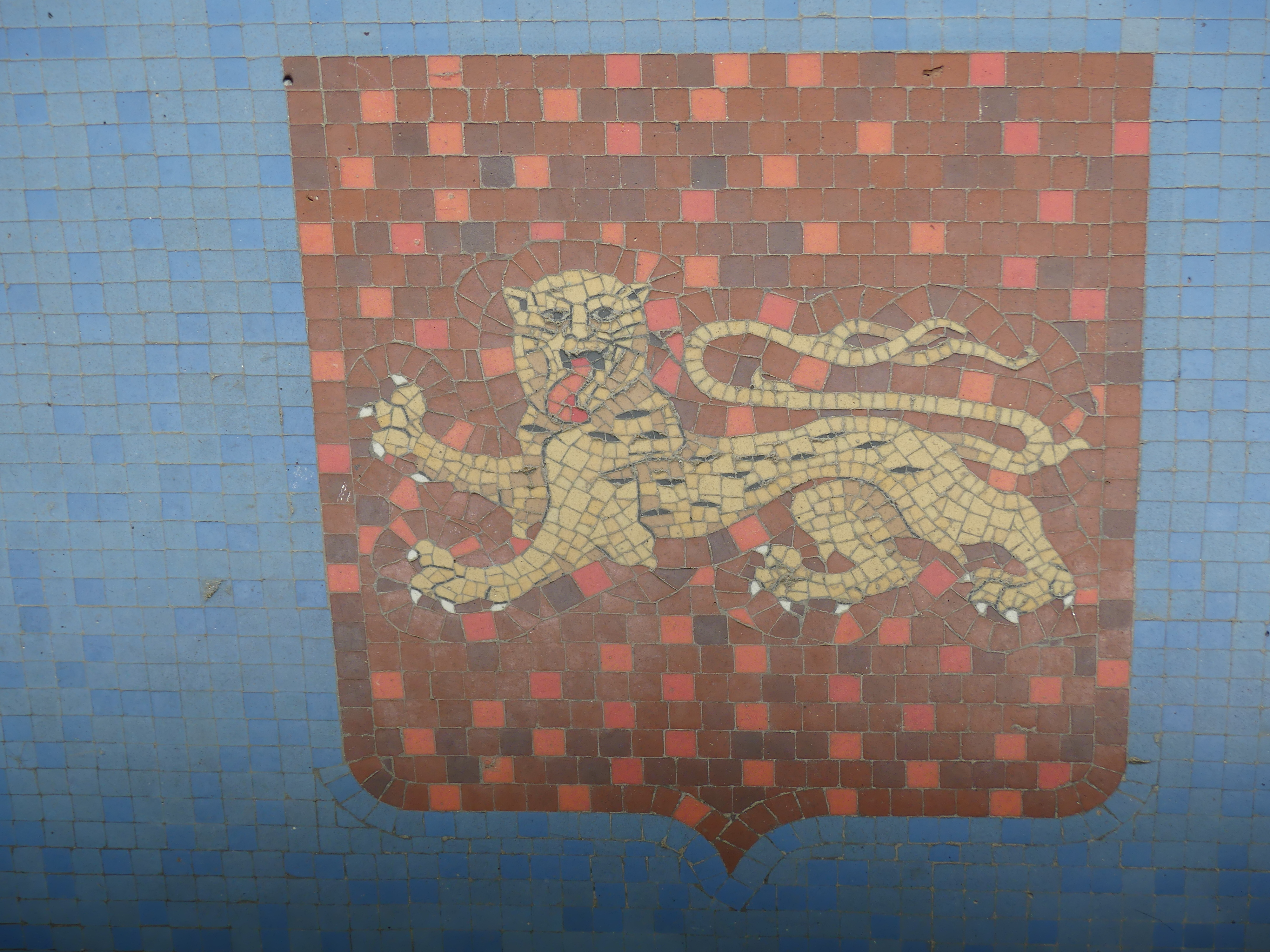
Blason de Laval par Odorico
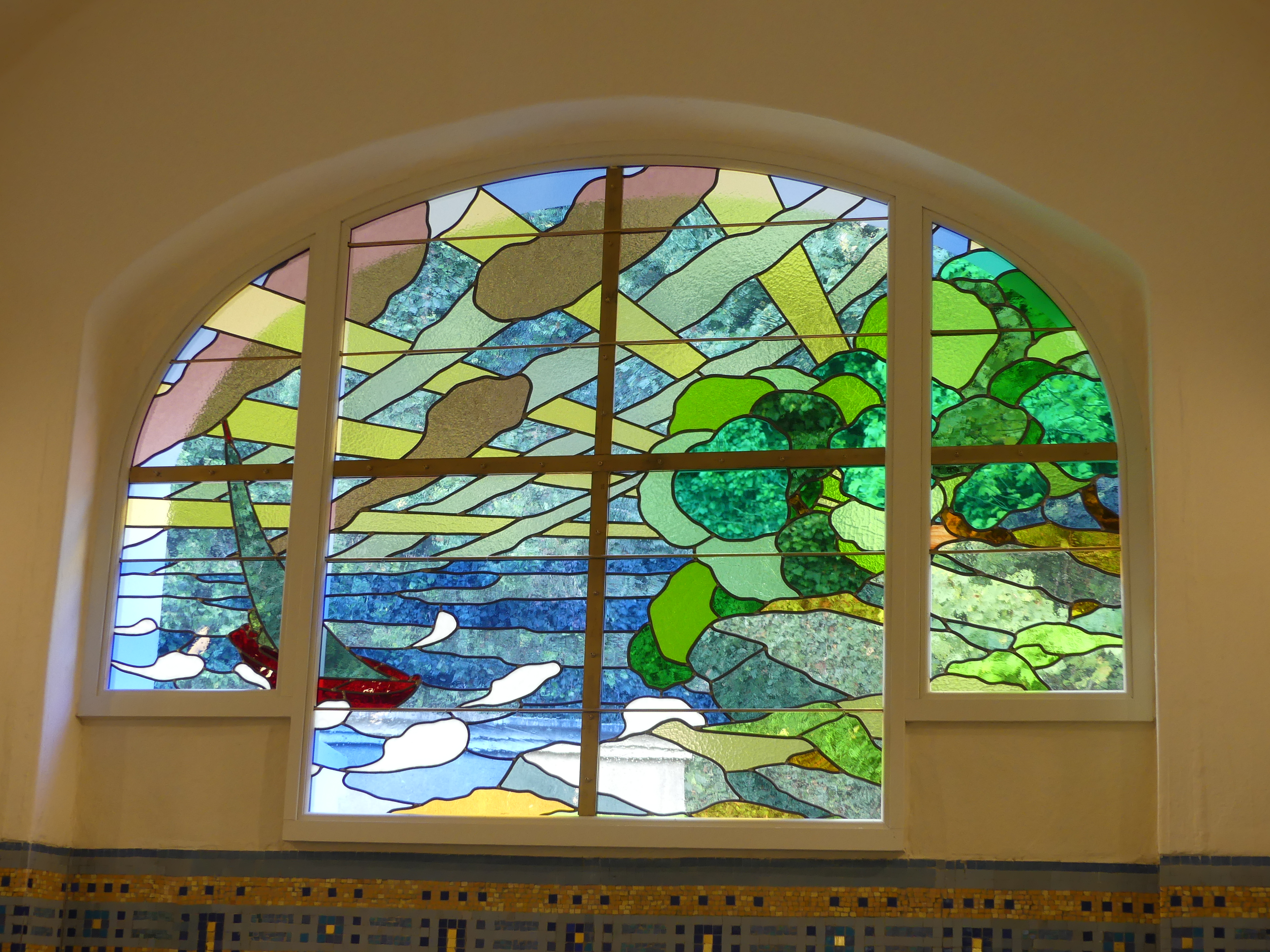
Vitrail art nouveau d'Alleaume
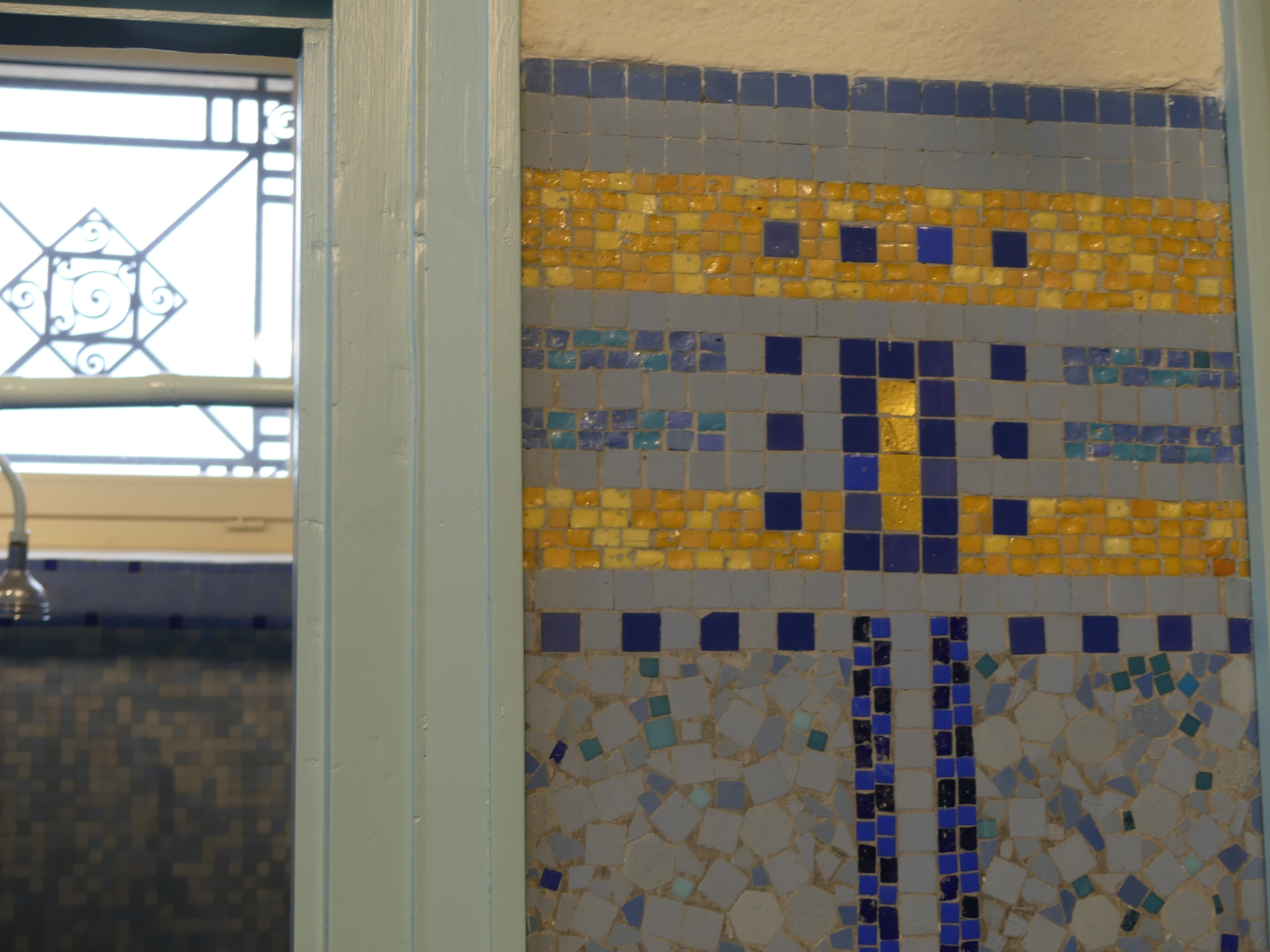
Mosaïques Odorico
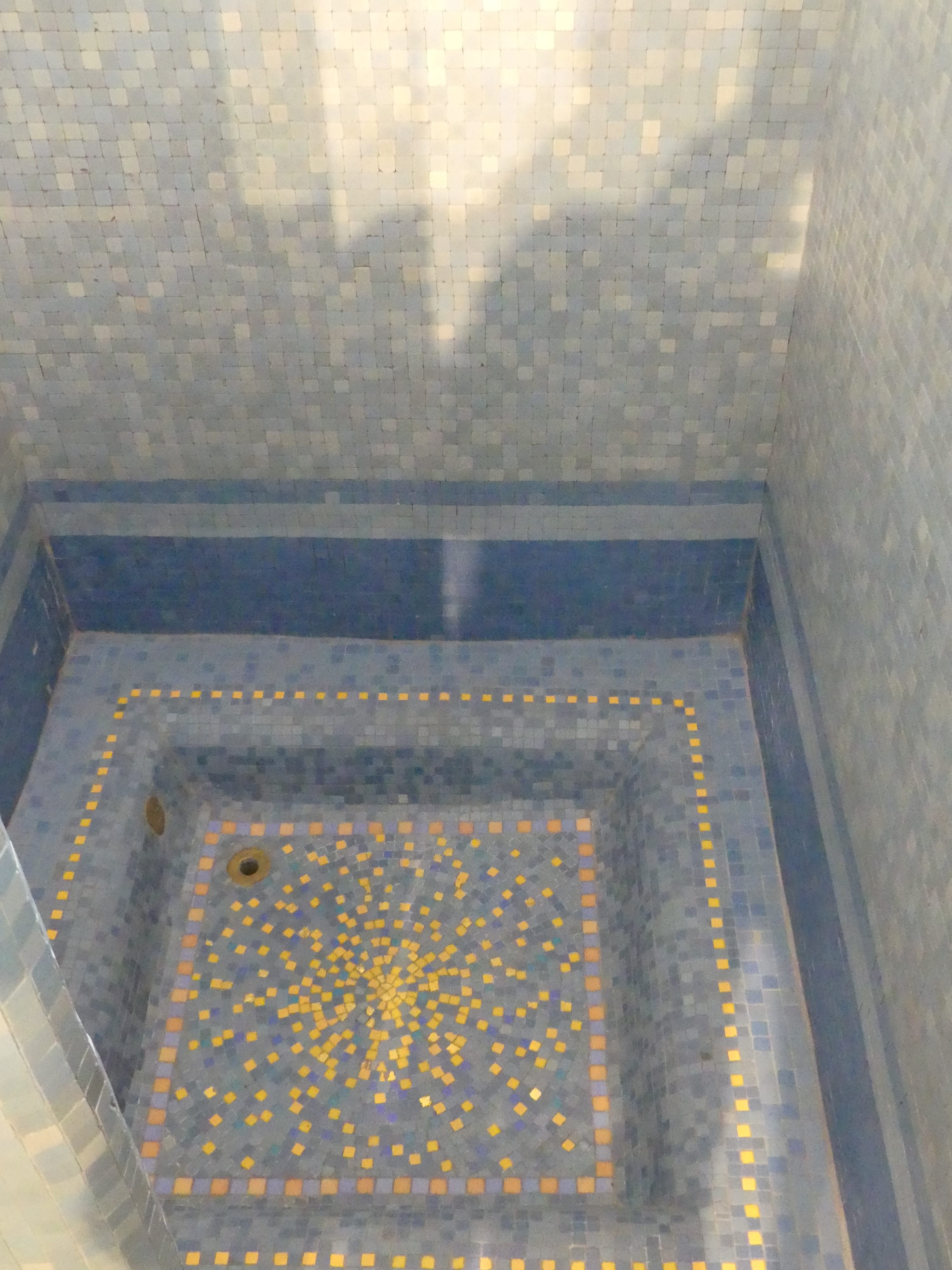
Mosaïques Odorico

### Sources
- Les bains douches : Art Déco lavallois, Le Mans, Les éditions de la Reinette, 2017 (ISBN 978-2-913566-95-8)  : document utilisé comme source pour la rédaction de cet article.